# Peggy Day
Peggy Day – piosenka skomponowana przez Boba Dylana, nagrana przez niego w lutym 1969 i wydana na albumie Nashville Skyline w kwietniu 1969 r. oraz jako strona B singla "Lay Lady Lay"

## Historia i charakter utworu
Utwór ten został nagrany na drugiej sesji do albumu 14 lutego 1969 r. Plonem tej sesji były także: "Tell Me That It Isn’t True", "Country Pie" oraz powtórna wersja "Lay Lady Lay".
Jest to kolejna miłosna piosenka albumu z zakończeniem przywołującym styl śpiewu Elvisa Presleya. Sam Dylan powiedział o tej piosence, że komponując ją miał na myśli Mills Brothers. Ozdabia ją znakomity Pete Drake na elektrycznej gitarze hawajskiej.
Hubert Saal w swoim artykule wykazał, że utwór ten jest prawie pastiszem piosenek z lat 30. XX wieku, przypominając je lekkością wykonania.
Dylan nigdy nie wykonał tej piosenki na koncertach.

## Muzycy
- Bob Dylan – gitara, harmonijka, wokal, pianino
- Charlie McCoy – gitara basowa
- Kenneth Buttrey – perkusja
- Pete Drake – elektryczna gitara hawajska
- Norman Blake – gitara
- Charlie Daniels – gitara
- Bob Wilson - pianino

## Wersje innych artystów
- Steve Gibbons – The Dylan Project (1998)

## Dyskografia
Singiel
- "Lay Lady Lay"/"Peggy Day" (1969)

## Listy przebojów
| Rok                  | Singel         | Lista              | Pozycja |
| -------------------- | -------------- | ------------------ | ------- |
| lipiec/sierpień 1969 | "Lay Lady Lay" | Billboard. Hot 100 | 7       |
| lipiec/sierpień 1969 | "Lay Lady Lay" | UK Chart           | 5       |